# 山本亜土
山本 亜土（やまもと あど、1948年12月1日 - ）は、日本の実業家。名古屋中小企業投資育成代表取締役社長。名古屋鉄道元代表取締役会長、相談役を歴任。中央設備エンジニアリング（現・中設エンジ）元取締役会長。ANAホールディングス社外取締役。

## 略歴
岐阜県岐阜市出身。岐阜県立岐山高等学校を経て、1971年（昭和46年）3月、早稲田大学第一政治経済学部を卒業し、翌4月に名古屋鉄道に入社。
1995年（平成7年）6月に秘書室長、2001年（平成13年）6月には取締役に就任し、同月委嘱により秘書室長と総務部長を兼任。2002年（平成14年）6月に、人事部長を委嘱される。
その後、2004年（平成16年）6月に常務取締役、2006年（平成18年）6月に専務取締役、2008年（平成20年）6月に取締役副社長、2009年（平成21年）6月に取締役社長に就任。2015年（平成27年）6月より現職を務める。
2016年（平成28年）11月より第29代名古屋商工会議所会頭に就任。

## 役職
- 名古屋鉄道代表取締役会長（2015年6月 - 2021年6月）
- 中央設備エンジニアリング取締役会長
- ANAホールディングス社外取締役（2013年 - ）[5]
- 名古屋中小企業投資育成代表取締役社長（2021年6月 - ）[2]
- 名古屋商工会議所副会頭[8]
- 公益社団法人愛知労働基準協会会長[9]
- 中央労働災害防止協会副会長[10]
- 一般社団法人日本民営鉄道協会元副会長